# Dorfkirche Bornsdorf

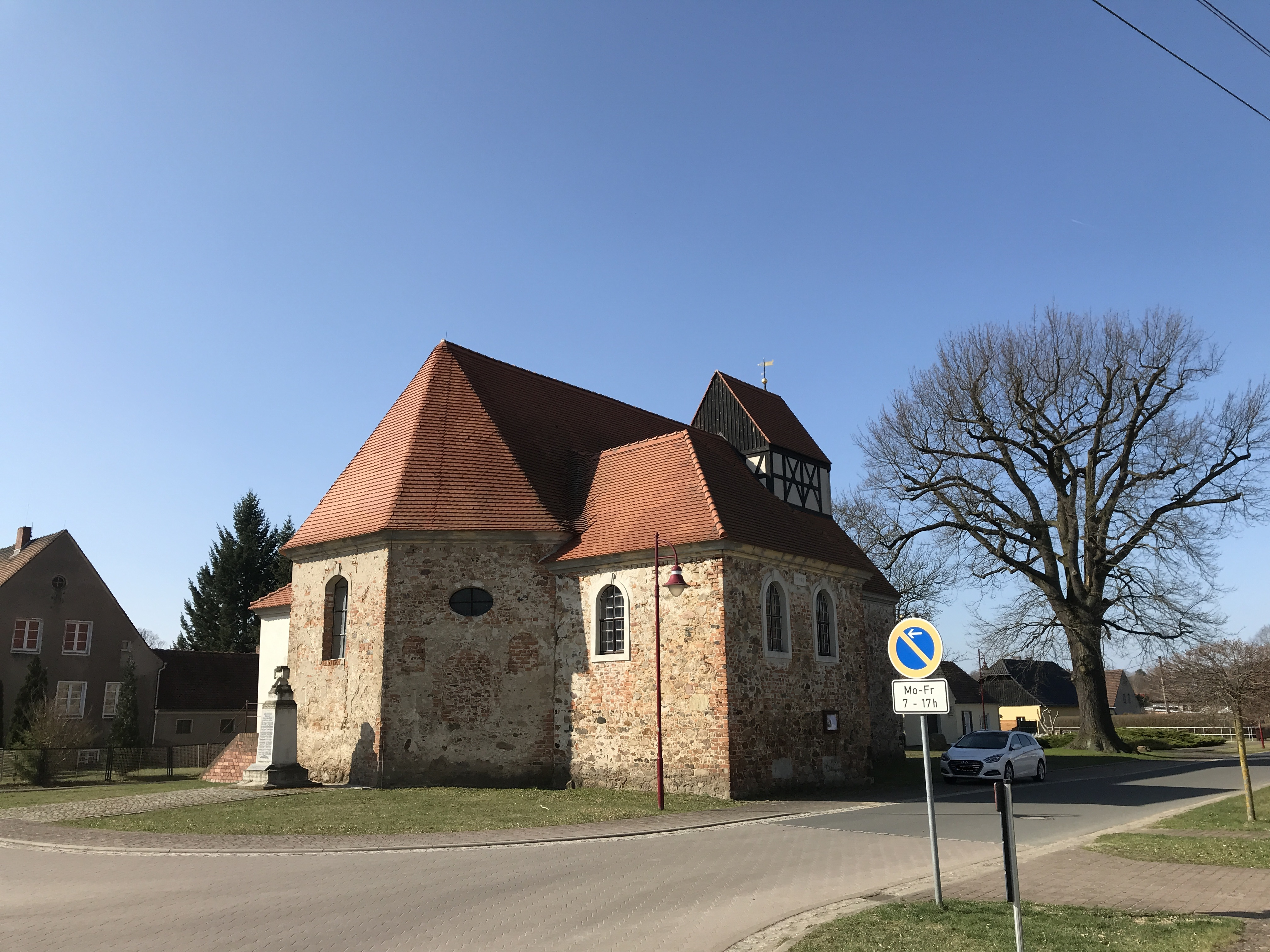
Dorfkirche Bornsdorf

Die evangelische Dorfkirche Bornsdorf ist eine spätgotische Saalkirche aus dem 15. Jahrhundert in Bornsdorf, einem Ortsteil der Gemeinde Heideblick im Landkreis Dahme-Spreewald im Land Brandenburg. Die Kirchengemeinde gehört zum Kirchenkreis Niederlausitz der Evangelischen Kirche Berlin-Brandenburg-schlesische Oberlausitz.

## Lage
Die Straße der Einheit führt von Nordwesten kommend in südöstlicher Richtung durch den Ort. Am historischen Dorfzentrum steht die Kirche westlich der Straße auf einem Grundstück, das nicht eingefriedet ist. Die postalische Anschrift lautet Luckauer Chaussee 2a.

## Geschichte
Das Brandenburgische Landesamt für Denkmalpflege und Archäologische Landesmuseum (BLDAM) sowie auch das Dehio-Handbuch legen den Bauzeitraum nur grob auf das 15. Jahrhundert fest. Um 1700 erweiterte die Kirchengemeinde den Chor und ließ die Fenster „barock“ vergrößern. 1750 kam an der Nord- und Südseite je eine Patronatsloge mit je einer Gruft hinzu. Letztere wurde 1836 umfassend restauriert. Im gleichen Jahr setzten Handwerker auch einen Dachreiter aus Fachwerk auf den Kirchturm. In der Zeit der DDR verfiel das Bauwerk zunehmend und musste im März 1993 durch das Kirchliche Bauamt gesperrt werden. Die Südloge drohte einzustürzen; das Dachtragwerk war vom Schwamm befallen. Experten vermuten, dass es zu Grundwasserabsenkungen durch den nahegelegenen Braunkohletagebau gekommen war. Mit Unterstützung der LAUBAG fand eine Instandsetzung der Bauteile statt. Loge und Dachreiter wurden in den Jahren 1997 und 1998 erneut instand gesetzt. Von 2006 bis 2008 sanierte die Kirchengemeinde den Innenraum sowie die Kirchenausstattung. Die nördliche Patronatsloge dient im 21. Jahrhundert als Leichenhalle, die südliche als Gemeinderaum.

## Baubeschreibung

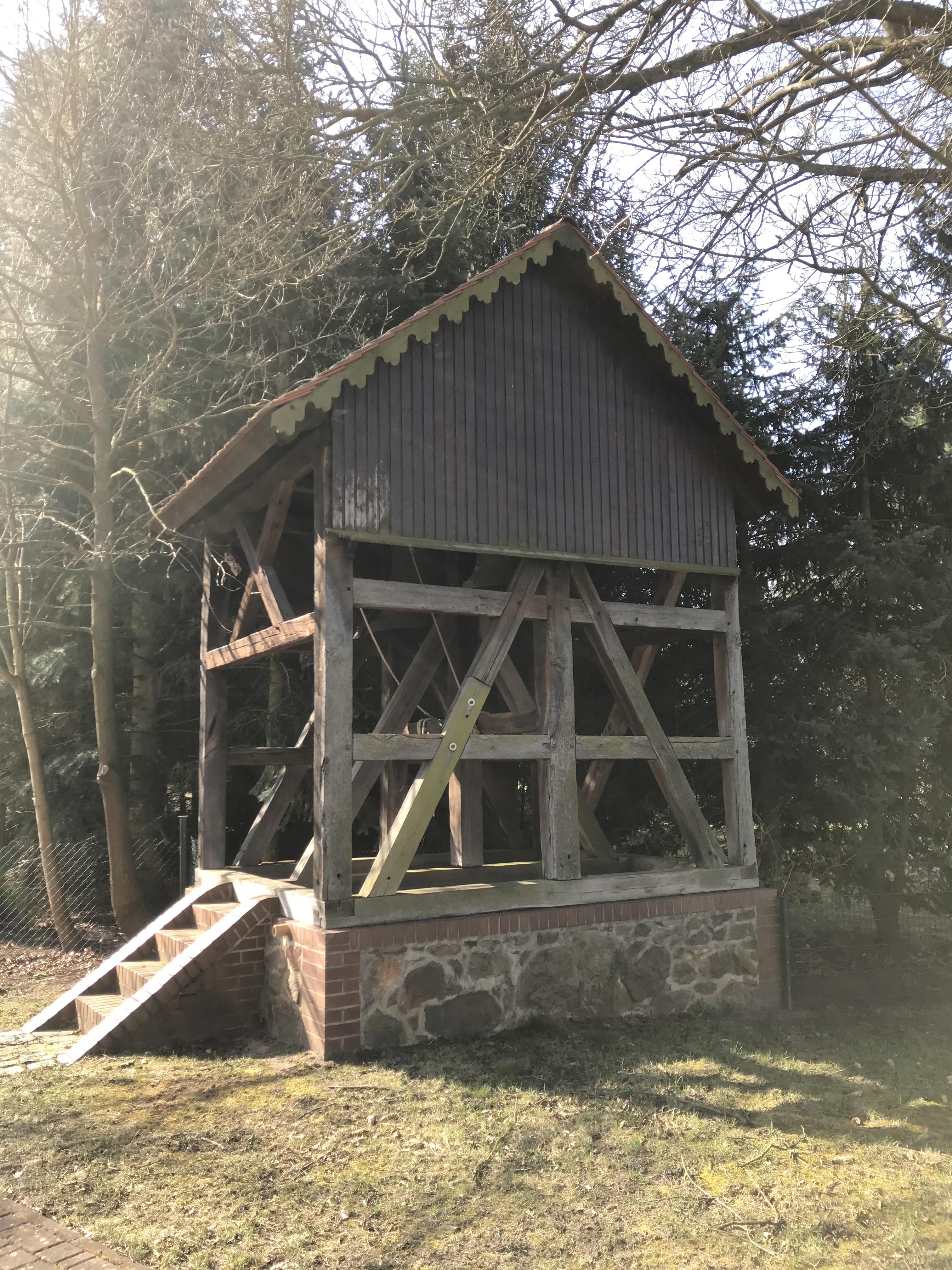
Freistehender Glockenturm

Der Sakralbau wurde im Wesentlichen aus Mischmauerwerk bestehend rötlichen Mauersteinen errichtet, in die unbehauene und nicht lagig geschichtete Feldsteine eingearbeitet wurden. Die südliche Patronatsloge ist verputzt, am übrigen Bauwerk sind flächige Putzreste vorhanden.
Der Chor ist polygon und leicht eingezogen. Das Scheitelfenster ist hochgesetzt und segmentbogenförmig. Seine Laibung war zu einer früheren Zeit verputzt, ebenfalls aus Putz der Schlussstein. An den beiden anderen Seiten ist ein hochgesetztes und schmales Ochsenauge. An der Chorostwand sind die Reste von zwei zugesetzten schmalen Rundbogenfenstern erkennbar. Möglicherweise gab es zur Bauzeit ein drittes, mittleres Fenster, das barock überformt wurde. Am Übergang zum mit Biberschwanz gedeckten Walmdach ist eine umlaufende Voute. Der nördliche Anbau ist hell verputzt und hat einen rechteckigen Grundriss. Er kann durch eine rechteckige Pforte von Osten her über eine Treppe aus Mauerstein betreten werden. Oberhalb der Tür ist ein Wappen. An der Südseite sind zwei, an der Westseite ein hochgestelltes Fenster. Der nördliche Anbau ist nicht verputzt. An der Westseite ist ein großes Portal, rechts darüber eine zugesetzte Öffnung. An der Nordseite sind zwei, an der Ostseite zwei Fenster, deren Laibung sowie dessen Schlusssteine verputzt sind.
Das Kirchenschiff hat einen rechteckigen Grundriss. An der Nordseite ist in Richtung Chor ein zugesetztes Portal erkennbar. Darüber ist ein großes, segmentbogenförmiges Fenster. Ein weiteres Fenster ist Richtung Westturm, darunter eine kleinere Öffnung. Die Südseite ist vergleichbar aufgebaut, die Pforte hier noch offen. Das Langhaus trägt ein schlichtes Satteldach
Der Westturm nimmt die volle Breite des Kirchenschiffs auf. Er kann durch eine segmentbogenförmige Pforte von Westen her betreten werden. Darüber sind zwei paarweise angeordnete Ochsenaugen, darüber im Giebel ein mittiges. Der Aufsatz wurde an der Nord- und Südseite aus Gefach, an der Westseite aus Mauerstein errichtet. Der Giebel ist verbrettert. Das Satteldach schließt mit einer Turmkugel und Wetterfahne ab.

## Ausstattung

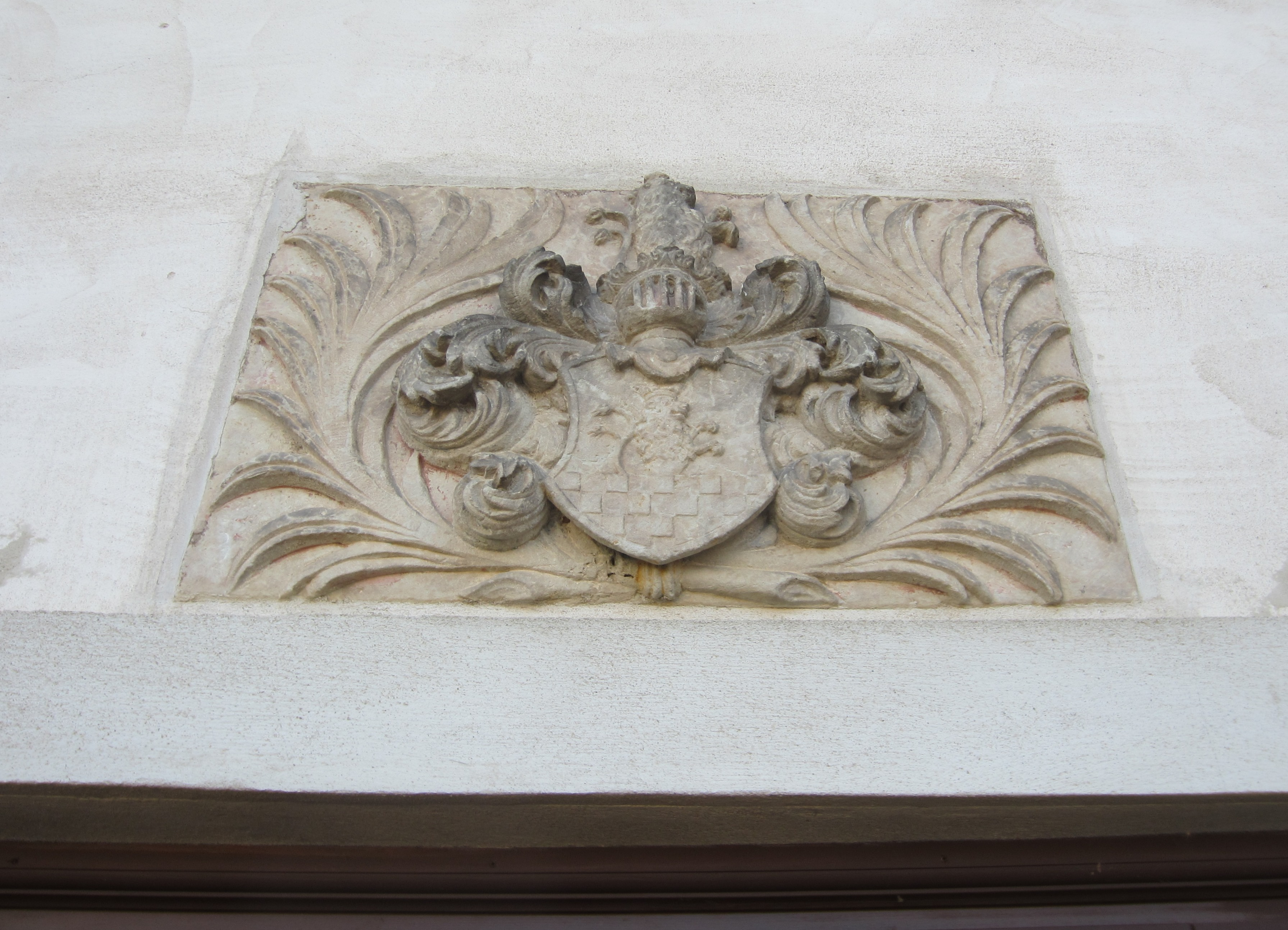
Wappen des Caspar Sigismund sen. von Langen

Das BDLAM bewertet die Kirchenausstattung als „außergewöhnlich reich und aufwendig barock“. Dazu gehört insbesondere das Altarretabel, das in der zweiten Hälfte des 17. Jahrhunderts aus Sandstein gefertigt wurde. Es ist mit reichhaltigem Rollwerk verziert und wurde 1730 durch den Gutsherrn zu Bornsdorf Caspar Sigismund sen. von Langen (* 7. Februar 1695 in Löschen; † 27. Oktober 1743 in Bornsdorf) saniert. Möglicherweise fügte er dabei die oberen Wangen hinzu. Das Retabel ist zweigeschossig und wird von zwei Doppelsäulen flankiert. In der Predella ist das Abendmahl Jesu dargestellt; seitlich sind die Verkündigung des Herrn sowie die Geburt Jesu abgebildet. Das Altarblatt zeigt die Kreuzigung Christi und bestand zu einer früheren Zeit noch aus einem Kruzifix, das jedoch abgängig ist. Darüber ist in klassischer Abfolge die Grablegung dargestellt, flankiert von der Ölberggruppe sowie die Kreuztragung Christi. Der Aufsatz schließt mit einer Kartusche, in der das Jüngste Gericht abgebildet ist, begleitet von zwei Figuren, die Caritas und Fides zeigen. Der Aufsatz wird mit einem Symbol für die Trinität und einer barocken Strahlenglorie gekrönt. Nachfolger als Kirchenpatron wurde der gleichnamige Sohn des Bauherrn, der Landesälteste der Kreises Luckau Caspar Sigismund jun. von Langen-Bornsdorf.
Die Kanzel stammt aus dem Anfang des 18. Jahrhunderts und wurde 2008 restauriert. Sie ist mit Akanthus verziert, in den Brüstungsfeldern sind die Evangelisten. Am Aufgang sind Szenen aus der Protojesaja, sowie aus den Büchern Jeremia, Ezechiel und Daniel abgebildet. Zur Kanzel gehört auch ein Beichtstuhl, auf dem der Prophet Natan sowie das Gleichnis vom Verlorenen Sohn zu sehen sind. Die Rückwand der Kanzel zeigt Salvator mundi, darüber ein Schalldeckel mit einem Allianzwappen. Er wird von einem Pelikan gekrönt; darunter die Taube des Heiligen Geistes. Vor dem Altar stehen zwei lebensgroße, kniend betende Sandsteinskulpturen. Eine trägt die Tracht des 17. Jahrhunderts und könnte einen Herrn von Wolfersdorff sowie dessen Frau darstellen. Vermutlich wurde das Paar, das Stifterfiguren darstellen könnte, in den 1930er Jahren aufgestellt. Dies könnte, so die Evangelische Verlagsanstalt, damit zusammenhängen, dass sie ursprünglich für ein Grabdenkmal geschaffen wurden. Erst zu einem späteren Zeitpunkt könnten sie dann zum Altar hinzugestellt worden sein. Hinter dem Altar hängt ein Gemälde, das Caspar Sigismund sen. von Langen sowie seine Frau Anna Eleonora von Stutterheim-Werben zeigt – vermutlich ein Geschenk der Stifter. Ein weiteres Gemälde aus der Mitte des 18. Jahrhunderts zeigt einen Pfarrer. Eine Totenkrone, die 2008 restauriert wurde, erinnert an die 1744 verstorbene Tochter des Pfarrers Oelsel.
Der Taufstein entstand 1730 ebenfalls aus Sandstein und hat die Form eines Kelches. Das Dehio-Handbuch vermutet, dass es aus derselben Werkstatt stammt, die auch das Altarretabel herstellte. Das achteckige Becken ist mit Schriftkartuschen sowie Wappen verziert und steht auf einem runden Fuß, der mit Fruchtgehängen und Putten verziert ist. 2008 wurde auch dieses Stück restauriert. Das Kirchengestühl vor der südlichen Patronatsloge stammt aus der Mitte des 17. Jahrhunderts. Auf den Brüstungsfeldern wurden um 1730 paarweise angeordnete Apostel aufgemalt.
An der Nord- und Südwand im Langhaus ist eine kurze, zweigeschossige Empore. Sie wird von einer breiteren Westempore ergänzt, die sich in das Schiff hineinschwingt. Dort steht eine Orgel. Die Brüstungsfelder sind mit Sprüchen und musizierenden Engeln verziert. Das Bauwerk ist in seinem Innern flach gedeckt.
Vor dem Chor steht in östlicher Richtung ein Denkmal, das an die Gefallenen aus dem Ersten Weltkrieg erinnert. Südwestlich hängt in einem freistehenden Glockenstuhl ein Geläut aus zwei Glocken.